# Людвіг Кляйзен
Кла́йзен (Кля́йзен) Лю́двіг Ра́йнер (нім. Claisen Ludwig Rainer; 14 січня 1851, Кельн, Пруссія, — 5 січня 1930, Бад-Годесберг, нині Бонн, Німеччина) — німецька хімік-органік.

## Навчання
Навчався спочатку в Боннському і Геттінгенському університеті (з 1869).
Потім повернувся в Бонн, де в 1875 р отримав ступінь доктора філософії і став асистентом А. Кекуле.

## Викладання
Працював у Боннському університеті (1875–1882 рр.), Манчестерському університеті (1882–1885 рр.) і  Мюнхенському (1886–1890 рр).
У 1890–1897 рр. викладав в [Рейнсько-Вестфальський технічний університет Ахена|Вищому технічному училищі]] в Ахені, з 1897 року — професор в Кільському і з 1904 року — в Берлінському університеті, де співпрацював з Е. Фішером.
У 1907–1926 рр. працював у власній приватній лабораторії у Бад-Годесберзі.

## Наукова діяльність
Основні роботи присвячені розвитку методів органічного синтезу, ацилювання карбонільних сполук, вивченню ізомерії та таутомерії.
У 1887 відкрив реакцію диспропорціонування альдегідів з утворенням складних ефірів — отримання β-кето- (або β-альдегідо-) ефірів конденсацією однакових чи різних складних ефірів у присутності слабких основ як основний каталізатор, названу його ім'ям (складноефірна конденсація Клайзена).
У 1890 розробив метод отримання коричних кислот конденсацією ароматичних альдегідів з ефірами карбонових кислот під впливом металевого натрію.
У 1893 запропонував використовувати для перегонки під вакуумом особливу колбу, яка досі широко застосовується в лабораторній практиці (колба Клайзена).
Вивчав (1896—1905 рр.) таутомерні перетворення Ацетооцтовий ефір (кето-енольна таутомерія), що сприяло подальшому розвитку теоретичної органічної хімії.
У 1912 рік у науці 1912 відкрив перегрупування аллілових ефірів фенол у відповідні аллилзамещенные феноли (перегрупування Кляйзена).
Здійснив ряд органічних синтезів, у тому числі синтези ізотину, похідних піразолу та ізоксазолу, оксиметиленових похідних ацетооцтового та малонового ефірів.